# Miháld, Zala
Miháld  este un sat în districtul Nagykanizsa, județul Zala, Ungaria, având o populație de 815 locuitori (2011). 

## Demografie
Componența etnică a satului Miháld
     Maghiari (98,43%)
     Germani (1,57%)
Componența confesională a satului Miháld
     Fără religie (3,07%)
     Reformați (2,21%)
     Luterani (1,6%)
     Necunoscută (93,13%)
Conform recensământului din 2011, satul Miháld avea 815 locuitori. Din punct de vedere etnic, majoritatea locuitorilor (98,43%) erau maghiari, cu o minoritate de germani (1,57%). Nu există o religie majoritară, locuitorii fiind persoane fără religie (3,07%), reformați (2,21%) și luterani (1,6%). Pentru 93,13% din locuitori nu este cunoscută apartenența confesională.